# Rae Foley
Pour les articles homonymes, voir Foley.
Rae Foley, nom de plume de Elinore Denniston, née le 20 septembre 1900 à New York et morte le 24 mai 1978 à Sherman, dans le Connecticut, est un auteur américain de roman policier. Elinore Denniston a également publié sous les pseudonymes Dennis Allan et Helen K. Maxwell.

## Biographie
Elinore Denniston amorce sa carrière littéraire dans les années 1930 en publiant des whodunits classiques signés Dennis Allan. Elle délaisse ce pseudonyme à la fin de la Seconde Guerre mondiale pour adopter celui de Rae Foley pour la série mettant en scène le détective Hiram Potter. Jeune, élégant et passionné par les énigmes policières, ce héros apparaît comme une version américaine du Lord Peter Wimsey de Dorothy L. Sayers et du Albert Campion de Margery Allingham. Potter est toutefois moins aristocratique et raffiné que le premier et plus sociable et aimable que le second.
En marge de la série avec M. Potter, qui la rend célèbre, Rae Foley produit des suspenses sentimentaux où, très souvent, une jeune héroïne est aux prises avec de dangereux criminels. Après 1965, ces thrillers gentillets deviennent plus grinçants, plus angoissants, s'approchant, sans les surpasser, des récits de la romancière Ursula Curtiss.
En France, Rae Foley est surtout traduite dans la collection Le Masque, dont elle fut l'un des piliers à partir des années 1960.

## Œuvre

### Romans

#### SérieM.Hiram Potter
- Death and Mr. Potter ou The Peacock is a Bird of Prey (1955) Publié en français sous le titre Jeune Cadavre, Vieux Garçon, Paris, Presses de la Cité, Un mystère no 258, 1956 ; réédition, Paris, Presses de la Cité, coll. Punch, 1re série no 3, s.d.
- The Last Gamble (1956)
- Run for Your Life (1957) Publié en français sous le titre Cauchemars, Paris, Librairie des Champs-Élysées, Le Masque no 752, 1962
- Where is Mary Bostwick? ou Escape to Fear (1958)
- Dangerous to Me (1959) Publié en français sous le titre C'est dangereux, Paris, Librairie des Champs-Élysées, Le Masque no 711, 1961 ; réédition, Paris, Librairie des Champs-Élysées, Club des Masques no 230, 1975
- It's Murder, Mr. Potter ou Curtain Call (1961) Publié en français sous le titre Le Commencement de la fin, Paris, Presses de la Cité, Un mystère no 593, 1961
- Repent at Leisure ou The Deadly Noose (1962) Publié en français sous le titre Tranche de vie, Paris, Presses de la Cité, Un mystère no 678, 1963
- Back Door to Death ou Nightmare Honeymoon (1963) Publié en français sous le titre Une charmante famille, Paris, Librairie des Champs-Élysées, Le Masque no 931, 1966 ; réédition, Paris, Librairie des Champs-Élysées, Club des Masques no 357, 1978
- Fatal Lady (1964) Publié en français sous le titre Le Boiteux Fantôme, Paris, Librairie des Champs-Élysées, Le Masque no 984, 1967 ; réédition, Paris, Librairie des Champs-Élysées, Club des Masques no 219, 1974
- Call It Accident (1965)  Publié en français sous le titre Les Trois Maris, Paris, Librairie des Champs-Élysées, Le Masque no 954, 1967
- A Calculated Risk (1970)

#### SérieJohn Harlan
- Girl from Nowhere (1949)
- The Hundredth Door (1950)
- An Ape in Velvet (1951)

#### Autres romans
- No Tears for the Dead (1948)
- Bones of Contention ou The Other Woman (1950)
- The Hundredth Door (1950) Publié en français sous le titre La Centième Porte, Paris, Librairie des Champs-Élysées, Le Masque no 730, 1961
- Wake the Sleeping Wolf ou Don’t Kill, My Love (1952)
- The Man in the Shadow (1953)
- Dark Intent (1954) Publié en français sous le titre On n'est jamais parfait, Paris, Librairie des Champs-Élysées, Le Masque no 765, 1962
- Madness in the Spring (1954)
- Suffer a Witch (1965) Publié en français sous le titre L'Épreuve de l'eau, Paris, Presses de la Cité, Un mystère no 745, 1965
- Scared to Death (1966)
- Wild Night (1966) Publié en français sous le titre Terminus... mignonne, Paris, Librairie des Champs-Élysées, Le Masque no 979, 1967 ; réédition, Paris, Librairie des Champs-Élysées, Club des Masques no 180, 1973
- Fear of a Stranger (1967) Publié en français sous le titre Le chien n'aboiera plus, Paris, Librairie des Champs-Élysées, Le Masque no 1049, 1969 ; réédition, Paris, Librairie des Champs-Élysées, Club des Masques no 273, 1976
- The Shelton Conspiracy (1967)
- Malice Domestic (1968) Publié en français sous le titre Manuscrit volé, Paris, Librairie des Champs-Élysées, Le Masque no 1074, 1969 ; réédition, Paris, Librairie des Champs-Élysées, Club des Masques no 304, 1977
- Nightmare House (1968) Publié en français sous le titre Rendez-vous au Warldorf, Paris, Librairie des Champs-Élysées, Le Masque no 1139, 1970
- Girl on a High Wire (1969)
- No Hiding Place (1969) Publié en français sous le titre La Femme aux cheveux roux, Paris, Librairie des Champs-Élysées, Le Masque no 1122, 1970 ; réédition, Paris, Librairie des Champs-Élysées, Club des Masques no 380, 1979
- This Woman Wanted (1971)  Publié en français sous le titre La Tombe abandonnée, Paris, Librairie des Champs-Élysées, Le Masque no 1204, 1972
- Ominous Star (1971) Publié en français sous le titre Une fille sans peur, Paris, Librairie des Champs-Élysées, Le Masque no 1265, 1973 ; réédition, Paris, Librairie des Champs-Élysées, Club des Masques no 410, 1980
- Sleep Without Morning (1972)  Publié en français sous le titre Un sommeil sans réveil, Paris, Librairie des Champs-Élysées, Le Masque no 1293, 1973 ; réédition, Paris, Librairie des Champs-Élysées, Club des Masques no 432, 1981
- The First Mrs. Winston (1972)
- Trust a Woman? (1973)
- Reckless Lady (1973) Publié en français sous le titre L'Homme aux cheveux gris, Paris, Librairie des Champs-Élysées, Le Masque no 1434, 1976 ; réédition, Paris, Librairie des Champs-Élysées, Club des Masques no 455, 1981
- The Brownstone House ou Murder by Bequest (1974)
- One O’Clock at the Gotham (1974)
- The Barclay Place (1975) Publié en français sous le titre Tourmente de neige, Paris, Librairie des Champs-Élysées, Le Masque no 1483, 1977 ; réédition, Paris, Librairie des Champs-Élysées, Club des Masques no 494, 1982
- The Dark Hill (1975) Publié en français sous le titre L'Ami de la famille, Paris, Librairie des Champs-Élysées, Le Masque no 1434, 1977
- Where Helen Lies (1976) Publié en français sous le titre Un coureur de dot, Paris, Librairie des Champs-Élysées, Le Masque no 1518, 1978 ; réédition, Paris, Librairie des Champs-Élysées, Club des Masques no 517, 1983
- Put Out the Light (1976) Publié en français sous le titre Requiem pour un amour perdu, Paris, Librairie des Champs-Élysées, Le Masque no 1586, 1979 ; réédition, Paris, Librairie des Champs-Élysées, Club des Masques no 527, 1984
- The Girl Who Had Everything (1977)
- The Slippery Step (1977)

#### Romans signés Dennis Allan
- House of Treason (1936)
- Brandon is Missing (1938)
- Born to Be Murdered (1945)
- Dead to Rights (1946)

#### Romans signés Helen K. Maxwell
- The Girl in a Mask (1971)
- Leave It to Amanda (1972)
- The Livingston Heirs (1973)

### Publication signée Elinore Denniston
- Portrait with Backgrounds (1947), en collaboration avec Catherine Bayanky

## Sources
- Jacques Baudou et Jean-Jacques Schleret, Le Vrai Visage du Masque, vol. 1, Paris, Futuropolis, 1984, 476 p. (OCLC 311506692), p. 202.
- Claude Mesplède (dir.), Dictionnaire des littératures policières, vol. 1 : A - I, Nantes, Joseph K, coll. « Temps noir », 2007, 1054 p. (ISBN 978-2-910-68644-4, OCLC 315873251), p. 761-762.